# James McNiven
James McNiven –conocido como Jim McNiven– (Dumbarton, 3 de junio de 1965) es un deportista británico que compitió en remo. Ganó cinco medallas en el Campeonato Mundial de Remo entre los años 1992 y 2000.

## Palmarés internacional
| Campeonato Mundial | Campeonato Mundial            | Campeonato Mundial | Campeonato Mundial      |
| Año                | Lugar                         | Medalla            | Prueba                  |
| ------------------ | ----------------------------- | ------------------ | ----------------------- |
| 1992               | Montreal (Canadá)             | Medalla de plata   | Ocho con timonel ligero |
| 1994               | Indianápolis (Estados Unidos) | Medalla de oro     | Ocho con timonel ligero |
| 1995               | Tampere (Finlandia)           | Medalla de plata   | Ocho con timonel ligero |
| 1997               | Aiguebelette (Francia)        | Medalla de plata   | Ocho con timonel ligero |
| 2000               | Zagreb (Croacia)              | Medalla de plata   | Ocho con timonel ligero |